# Litle Krossholmen
Litle Krossholmen est une île norvégienne du comté de Hordaland appartenant administrativement à Bømlo.

## Description
Rocheuse et désertique, à fleur d'eau, elle s'étend sur environ 319 m de longueur pour une largeur approximative de 188 m.  